# William Graham Sumner
William Graham Sumner (1840 - 1910) fou un sociòleg, filòsof i antropòleg cèlebre per la difusió del concepte d'etnocentrisme i per les seves aportacions per tal que la sociologia fos considerada matèria d'ensenyament universitari independent. Considerava que l'Estat havia d'intervenir mínimament en l'economia, camp on defensà el liberalisme. També destaca per la seva oposició a l'imperialisme i les polèmiques per introduir el darwinisme a les ciències socials.